# Konidiogenese
Die Konidiogenese ist der Prozess der Bildung von Konidien an oder in einer konidiogenen Zelle.
Es wird zwischen zwei verschiedenen Arten der Konidiogenese unterschieden, die sich im Zeitpunkt der Septenbildung unterscheiden. Bei der Blastischen Konidiogenese wird die Konidie erst nach der Formierung abgeschnürt, wohingegen bei der Thallischen Konidiogenese die Konidie vor der Formierung abgeschnürt wird. Bei beiden Arten reift die Konidie aber erst nach dem Abschnürungsprozess.